# Harley-Davidson 1000 XLCR Cafe Racer
La 1000 XLCR Cafe Racer est un modèle de moto, produite par la firme américaine Harley-Davidson.

## Historique
En 1977, Harley-Davidson surprend tout le monde en présentant un modèle complètement à l'opposé de sa production habituelle, la XLCR Cafe Racer.
La XLCR a été imaginée dans le plus grand secret, au fond d'un petit atelier. Trois hommes sont à l'origine du projet, Willie G. Davidson (le petit-fils d'un des fondateurs), Lou Netz et Jim Aubert (l'atelier appartient au père de ce dernier). À la maison-mère, seuls le président John Davidson et un de ses collaborateurs sont au courant du projet.
La volonté de Harley-Davidson est de proposer une machine capable d'enrayer la déferlante japonaise, de contrer l'hégémonie italienne sur son territoire et d'offrir une sportive à la clientèle américaine, tout en reprenant le concept des motos anglaises modifiées.
Le prototype est prêt en 1977 et est présenté la même année à la Bike Week de Daytona Beach. Les premières impressions venant de la presse sont bonnes et l'usine décide de démarrer la production.
Son esthétique tranche radicalement avec les habitudes de la Compagnie. Le réservoir, comme l'ensemble de la moto, est très étroit et très allongé. Un petit carénage tête de fourche est censé améliorer la protection.
Les éléments de style incluaient un garde boue arrière tronqué, un guidon droit (drag bar), un petit saute-vent « bikini », un garde-boue avant étroit, un réservoir de carburant remodelé, une selle solo courte à la manière de la XR 750 et un échappement jumelé deux en deux spécifique. Le XLCR était totalement noir, une première chez un constructeur connu pour ses chromes. Même le moteur V-Twin 1000 fonte n’y échappait pas, recouvert d’une finition noire et rugueuse appelée wrinkle finish. Couleur qu'on retrouvera plus tard sur les deux séries limitées « Sturgis » puis sur les Night Train, Dyna FXDX et enfin actuellement sur la gamme dite « Dark Custom ».

## Performances
Le moteur en fonte est dérivé du 1000 Sportster (d'où la dénomination XL) et développe 68 chevaux. Le couple est disponible dès les bas régimes. La brochure publicitaire annonçait à l'époque que c'était le modèle le plus puissant de la production de Milwaukee.
Bien qu'elle soit motorisée par un bloc Ironhead identique aux autres Sportster, les performances supérieures sont à mettre au crédit du collecteur d’échappement dit « siamois » avec un silencieux de chaque côté permettant un gain de puissance de l’ordre de cinq chevaux. Dans son numéro d’avril 1977, le magazine Motorcycle News chronométra la moto à 120,48 mi/h (193,9 km/h). Un chiffre impressionnant pour un tel moteur qui pourrait s’expliquer par l'intervention du Racing Departement de Harley-Davidson sur les moteurs destinés à la presse de l'époque.
C'est la première Harley-Davidson à abandonner les jantes à rayons pour utiliser des roues à bâtons. C'est également la première équipée de deux freins à disque à l'avant, d'un carénage tête de fourche et d'une peinture intégralement noire.
Sur la route, la XLCR fait souffrir son pilote. Le carénage tête de fourche n'offre qu'une protection sommaire contre le vent. Le guidon est trop haut et trop en avant et les repose-pieds trop en arrière.

## Production
La XLCR sera un échec commercial. Pas assez sportive et trop chère pour rivaliser avec ses concurrentes, elle est également trop éloignée de l'esprit Harley-Davidson pour séduire la clientèle des habitués de la marque. Elle ne sera produite que pendant trois ans, à 3 133 ou 3 134 exemplaires (les huit ou neuf modèles sortis en 1979 seront faits à partir de pièces détachées et leur nombre n'a jamais été clairement établi). Certains concessionnaires garderont pendant plusieurs années un modèle dans leur hall d'exposition, sans pouvoir le vendre, même en consentant jusqu'à 50 % de réduction.

## Réception du public

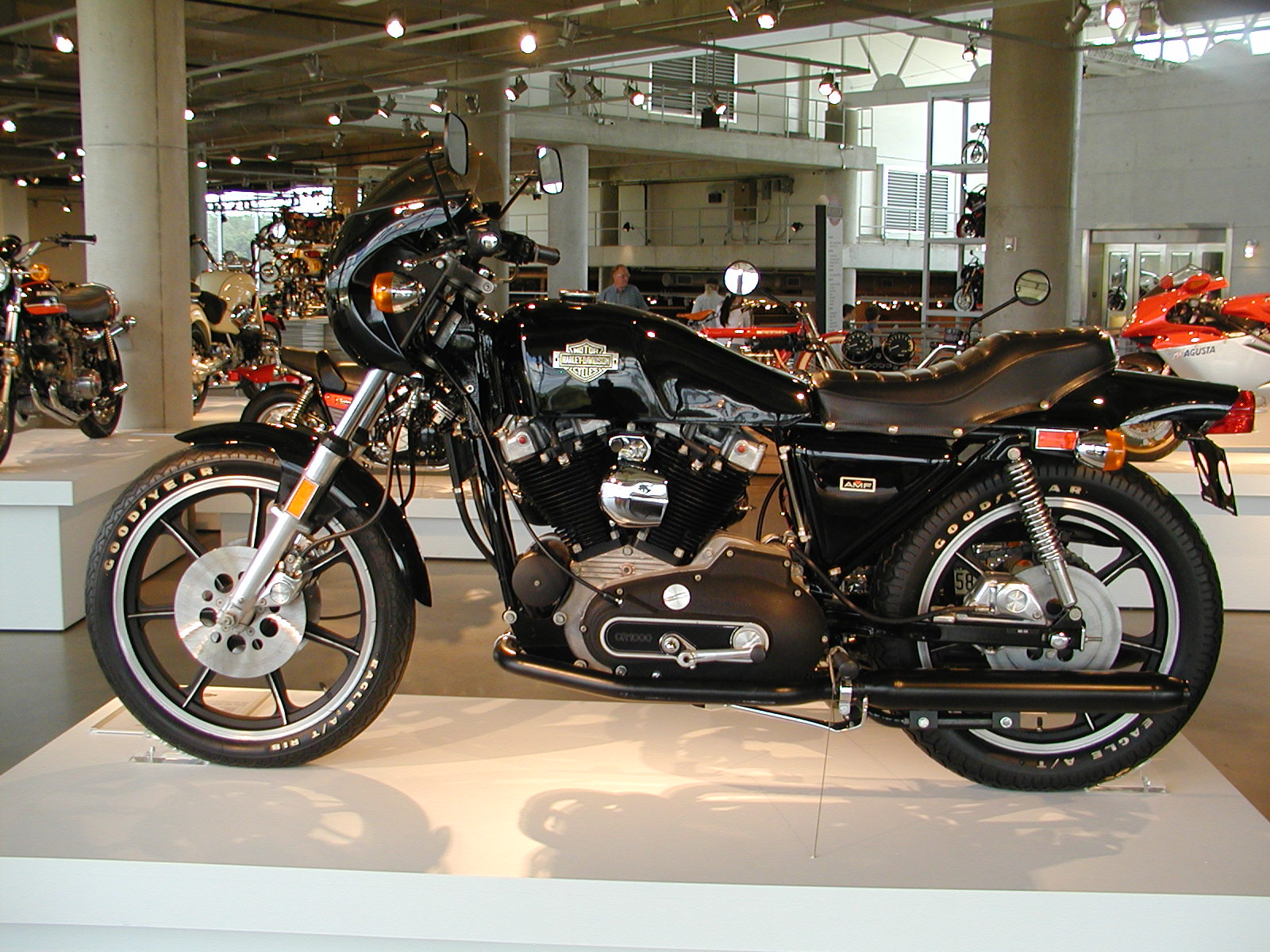
Harley Davidson XLCR 1977

Malgré les publicités de l’époque parlant d’une série limitée aucun chiffre de production ne fut avancé et l'accueil enthousiaste de la presse pour ce modèle ne toucha pas le public. Tout d'abord le prix de 3 600 $ paraissait trop élevé (une Moto Guzzi Le Mans était 25 % moins chère et nettement plus performante), la position de conduite était également inconfortable avec des repose-pieds reculés pour un guidon trop haut et un petit saute-vent qui rabattait la pluie sur le pilote. Le moteur était égal à lui-même, toujours vivant. Par ailleurs, le style Café Racer n’était pas au goût de la clientèle traditionnelle de la firme de Milwaukee plus habituée aux Sportster Touring équipés d’un pare-brise, de sacoches, d’une selle biplace voire d’un réservoir de 3,5 gallons (environ 13,2 l) venant de la Superglide (modèle FX).
En 2013, un modèle 1977 fut vendu 12 000 $ lors d'une vente aux enchères. En 2004, un modèle de 1978 est parti pour 9 900 $ dans une vente aux enchères en Nouvelle-Zélande. En 2010, un modèle de 1977 fut vendu pour environ 20 000 $ par Bonhams lors d'une vente aux enchères.

## Dans la culture populaire
- Black Rain : dans une course de rue au début du film Nick Conklin (Michael Douglas) pilote une 1000 XLCR face à une Suzuki GSX-R 1100 F.